# Tortella subflavovirens
Tortella subflavovirens är en bladmossart som beskrevs av Brotherus och William Walter Watts 1911. Tortella subflavovirens ingår i släktet kalkmossor, och familjen Pottiaceae. Inga underarter finns listade i Catalogue of Life.